# Pinocchioechse
Die Pinocchioechse (Anolis proboscis, Syn.: Dactyloa proboscis), auch als Hornanolis bezeichnet, ist eine kleine Echsenart aus der Gattung Anolis in der Familie Anolidae. Ein einzelnes männliches Exemplar wurde 1953 in Ecuador entdeckt und 1956 von James Arthur Peters und Gustavo Orcés formell beschrieben. Anschließend blieb sie bis zu ihrer Wiederentdeckung im Jahr 2004 verschollen. Ihr derzeit bekannter Lebensraum ist ein kleiner Vegetationsabschnitt entlang einer ecuadorianischen Autobahn.

## Merkmale
Die Pinocchioechse erreicht eine Kopf-Rumpf-Länge von 5 bis 7,5 cm. Die Männchen besitzen eine auffälligen 1 bis 2 cm langen Nasenfortsatz oder Rüssel, eine längliche Struktur, die von der Mitte der Schnauze ausgeht und offenbar bei der Balz Verwendung findet, ebenso wie die Wamme, die bei beiden Geschlechtern vorhanden ist. Es gibt mehrere Farbmorphe, wobei die Färbung von gelblich-grün bis braun mit orangefarbenen oder schwarzen Markierungen reicht und der Bauch im Allgemeinen weiß ist.

## Verbreitung und Lebensraum
Die Pinocchioechse bewohnt montane Waldlebensräume im Chocó, wo sie sich in hohen Bäumen aufhält.  Die Terra typica befindet sich in der Nachbarschaft von Cunuco, einer Kleinstadt auf 1200 Metern Höhe, fünf Kilometer nordwestlich von Mindo, am Südufer des Río Mindo, eines nördlichen Nebenflusses des oberen Río Blanco, in der Provinz Pichincha, Ecuador. Exemplare wurden vorwiegend in der Primär- und Sekundärvegetation entlang einer gut befahrenen Schotterstraße gefunden. Derzeit sind insgesamt nur fünf Fundorte bekannt, wobei die beiden am weitesten entfernten maximal 13 km voneinander entfernt liegen. Während das bekannte Verbreitungsgebiet Weideland und Sekundärwald umfasst, ist es wahrscheinlich, dass die Art auch in anderen Gebieten mittlerer Höhe (von 1200 bis 1650 m) in den ecuadorianischen Anden vorkommt.

## Wiederentdeckung und Status
Für die Pinocchioechse wurde bereits das Aussterben befürchtet, da sie nach der Sammlung des Holotypus im Jahr 1953 nicht mehr nachgewiesen wurde. Sie wurde 2004 wiederentdeckt, als ein Individuum in einem Nebelwald bei Mindo, Ecuador, von einem Ornithologen, der zu Besuch war, beobachtet und fotografiert wurde.  Im August 2009 entdeckte eine herpetologische Expedition der University of New Mexico die Art in einer abgelegenen Region Ecuadors. Insgesamt fanden sie fünf Individuen, darunter drei Männchen und die ersten beiden Weibchen, die jemals gesehen und gesammelt wurden. Seit 2009 konnten mehrere andere Expeditionen die Art in abgelegene Regionen Ecuadors umsiedeln.
Die Art wird von der IUCN aufgrund ihrer möglicherweise eingeschränkten Verbreitung in Kombination mit anhaltenden Bedrohungen in Form von Lebensraumverlust durch Abholzung, menschliche Besiedlung, Landwirtschaft und Beweidung als „stark gefährdet“ (endangered) eingeschätzt.